# تبارة الخشير
تبارة الخشير  قرية سوريّة تتبع إداريّاً لمحافظة حلب منطقة جبل سمعان ناحية تل الضمان، بلغ تعداد سكانها 1,057 نسمة حسب التعداد السكاني لعام 2004.